# ヒダカソウ
ヒダカソウ（日高草、学名: Callianthemum miyabeanum）はキンポウゲ科キタダケソウ属の多年草。高山植物。

## 分布
北海道日高山脈南部のアポイ岳に特産する固有種で、かんらん岩・蛇紋岩等のアルカリ性土壌の草地に生育する。

## 特徴
花茎の高さは10-25cmで、先端に直径約2cmの白い花をつける。萼片は5枚あり、さらに8-12枚の花弁がある。花期は5-6月。葉が展開するよりも先に開花する。

## 保護上の位置づけ
山野草としての盗掘により、個体数は激減している。
- 絶滅危惧IA類 (CR)（環境省レッドリスト）

## 近縁種
- キタダケソウ (Callianthemum hondoense) - 南アルプス・北岳に特産する種。絶滅危惧II類。
- カラフトミヤマイチゲ (Callianthemum sachalinense) - ロシア・サハリン（樺太）に分布する種。
- キリギシソウ (Callianthemum sachalinense var. kirigishiense) - カラフトミヤマイチゲの変種で、北海道・夕張山地の崕山（きりぎしやま）に特産する。絶滅危惧IA類。